# José Pelletier
José Pelletier (Artaix, 30 d'agost de 1888 - Artaix, 14 de febrer de 1970) va ser un ciclista francès, anomenat Le Pépin de Grantout, que fou professional entre 1913 i 1928.
La Primera Guerra Mundial suposà un important parèntesi en la seva carrera esportiva, durant la qual aconseguí 22 victòries, entre les quals destaca la Volta a Catalunya de 1920.

## Palmarès
- 1919
  - 1r de la Dijon-Lió
  - 1r de la Volta a Tarragona i vencedor de 2 etapes
  - 1r del Circuit de Finisterre
- 1920
  -  1r de la Volta a Catalunya i vencedor de 4 etapes
  - 1r de la Sant Sebastià-Madrid i vencedor d'una etapa
  - 1r del G.P. Aurore de Ginebra
- 1921
  - 1r de la Marsella-Lió
- 1922
  - 1r de la Marsella-Lió
- 1923
  - 1r de la París-Bourganeuf
  - 1r de la París-Chauny
  - 1r del Circuit de Forez
  - Vencedor d'una etapa de la Volta a Catalunya
- 1924
  - 1r del Circuit de les Muntanyes de Roanne
- 1926
  - 1r del Tour del Sud-est i vencedor d'una etapa

### Resultats al Tour de França
- 1920. 12è de la classificació general
- 1921. Abandona (9a etapa)
- 1922. 15è de la classificació general
- 1927. 20è de la classificació general